# Тіна Мазе
Тіна Мазе (словен. Tina Maze, 2 травня 1983) — словенська гірськолижниця, дворазова олімпійська чемпіонка та чотириразова чемпіонка світу.
Тіна Мазе розпочала виступи на чемпіонаті світу 2001 року, коли їй було лише 17 років. На Олімпійських іграх у Ванкувері вона була прапороносцем своєї команди. Ці ігри принесли їй дві срібні нагороди — у супергігантському та гіганському слаломах, які стали першими олімпійськими медалями для Словенії. На іграх у Сочі Тіна розділила перше місце в швидкісному спуску зі швейцаркою Домінік Гізін, отримавши золоту олімпійську медаль.  Другу золоту медаль Олімпіади вона здобула в гігантському слаломі. 
Звання чемпіонки світу Тіна виборола в гігантському слаломі на чемпіонаті світу 2011, що проходив у Гарміш-Партенкірхені. Вона повторила це досягнення на чемпіонаті світу 2013, що проходив у Шладмінгу.
Всього на рахунку Тіни станом на 2011 було 9 перемог на етапах кубку світу, 8 з яких у гігантському слаломі. Єдина інша перемога у швидкісному спуску.
У сезоні 2012/2013 Мазе виграла кубок світу в загальному заліку і стала першою спортсменкою, якій вдалося набрати понад 2000 очок.
У 2005 Мазе обирали найкращою спортсменкою Словенії.
Мазе захоплюється музикою, грає на фортепіано і восени 2012 року записала пісню «My Way is My Decision», яка здобула велику популярність у Словенії.